# Bengt Hubendick
Bengt Ludvig Hubendick, född 30 maj 1916 i Nacka, död 14 augusti 2012, var en svensk zoolog, museiman och författare.
Efter att ha disputerat i Uppsala 1946 verkade han till 1959 huvudsakligen i Uppsala och Stockholm som docent och forskare vid Uppsala universitet, Stockholms högskola och Naturhistoriska Riksmuseet. Under perioden hade han dessutom ett antal uppdrag runtom i världen för WHO:s räkning. Åren 1959–1981 var Hubendick chef för Göteborgs Naturhistoriska museum. Han fick professors namn 1980. År 1991 utnämndes han till hedersdoktor vid Göteborgs universitet.
Inom zoologin märks Hubendick framför allt för sina forskningsinsatser rörande blötdjur, såsom lungsnäckor och deras taxonomi.
Bengt Hubendick verkade i många år som skribent för Göteborgs Handels- och Sjöfartstidning och Göteborgs-Posten. Under 1970- och 1980-talen bidrog han till medvetenheten om miljöproblem och ekologi i Sverige genom böcker som En liten bok om människan på jorden 1974, Den vilsekomna stenåldersmänniskan: om människan i den ekologiska verkligheten 1981 och Människoekologi 1985.
Senare utvecklades författarskapet åt ett skönlitterärt håll med romaner som utspelar sig till sjöss i gångna tider. Bengt Hubendick ställde också ut oljemålningar och kollage.
Han var son till professor Edvard Hubendick och Ketty, född Nettelblad.